# Hr.Ms. Jan van Brakel (1981)
Hr.Ms. Jan van Brakel (F 825) – holenderska fregata rakietowa typu Kortenaer, która służyła w marynarce wojennej Holandii w latach 1983–2001. Została przemianowana na HS Kanaris (F 464) po przeniesieniu do greckiej marynarki wojennej w 2002 roku.

## Hr.Ms. Jan van Brakel (F825)
Stępkę fregaty położono 16 listopada 1979 roku w stoczni Damen Schelde Naval Shipbuilding (poprzednia nazwa: Koninklijke Maatschappij De Schelde) w Vlissingen w Holandii. Okręt został zwodowany 16 maja 1981 roku i wszedł do służby w holenderskiej marynarce wojennej 14 kwietnia 1983 roku. Został nazwany, aby upamiętnić Jana van Brakela, holenderskiego dowódcy floty z XVII wieku. Od marca do października 1993 roku był rozmieszczony na Morzu Adriatyckim, wspierając operacje NATO i ONZ w Jugosławii. Został wycofany ze służby 12 października 2001 roku i sprzedany greckiej marynarce wojennej.

## HS Kanaris (F464)
Okręt został wcielony do greckiej marynarki wojennej 29 listopada 2002 roku. Jest piątą jednostką noszącą nazwę Konstandinosa Kanarisa, bohatera wojny o niepodległość, dowódcy floty i wielokrotnego premiera Grecji. Poprzedzał go HS „Kanaris” (D 212), niszczyciel typu Gearing, który służył w greckiej marynarce wojennej w latach 1972–1993.

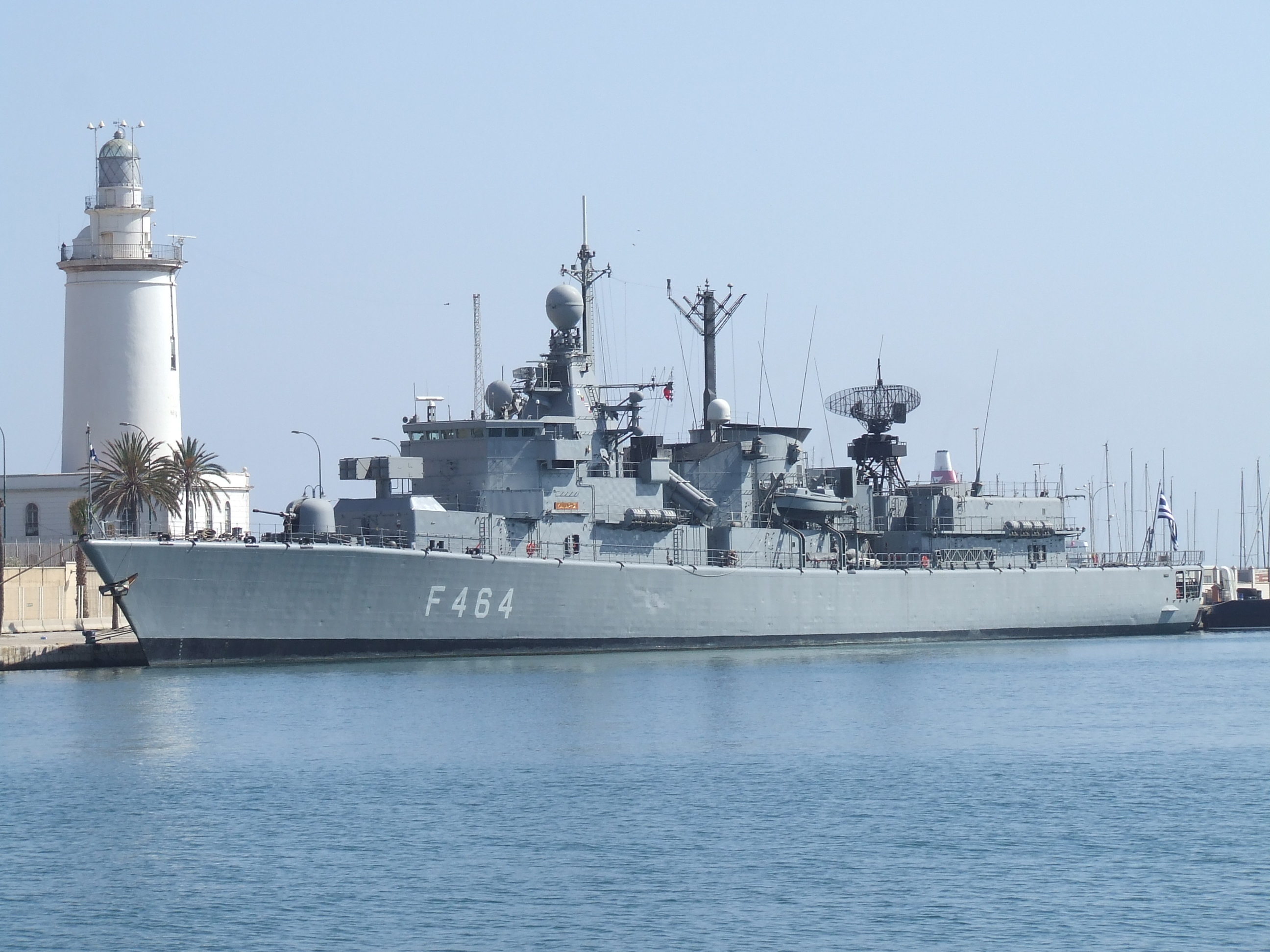
Fregata HS Kanaris (F 464) w Maladze.
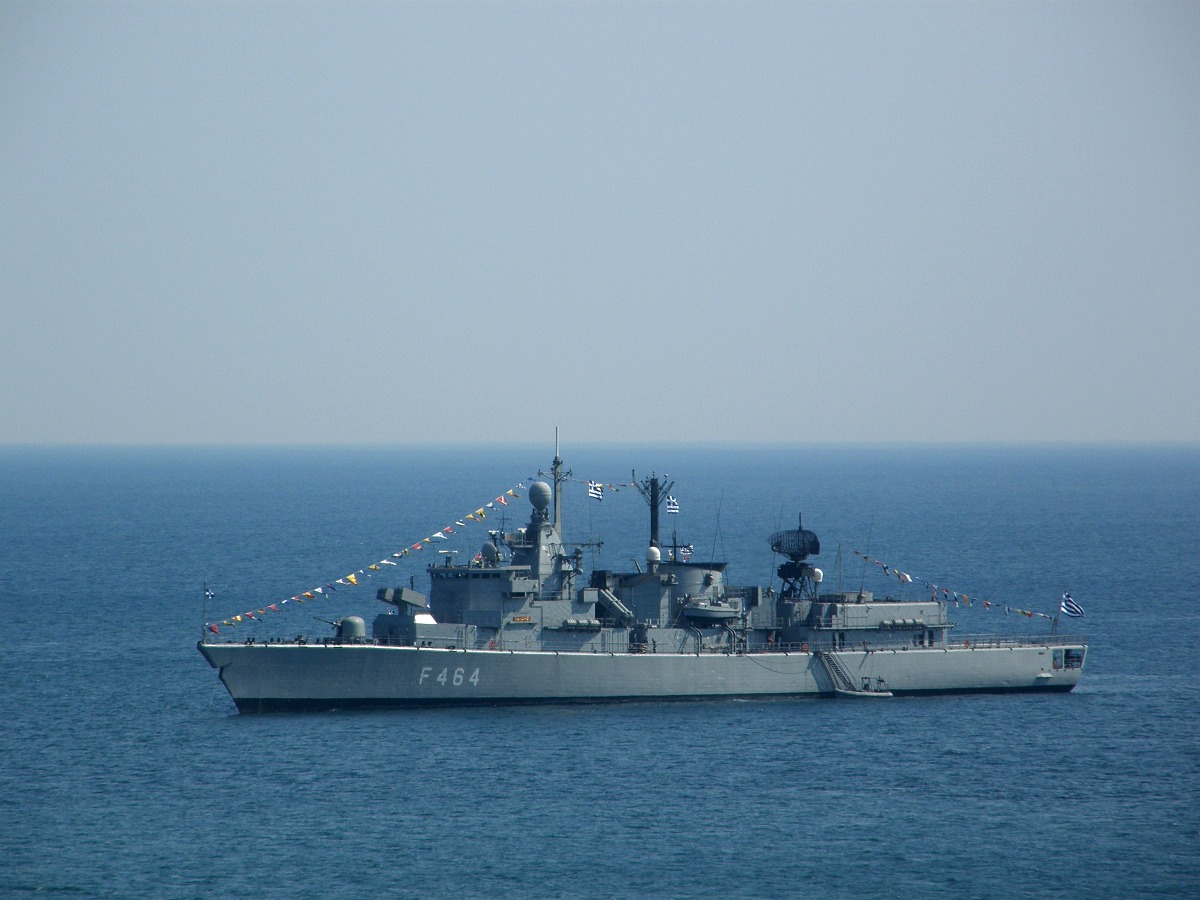
Fregata HS Kanaris (F 464) w zatoce Faleron.